# Ältaån

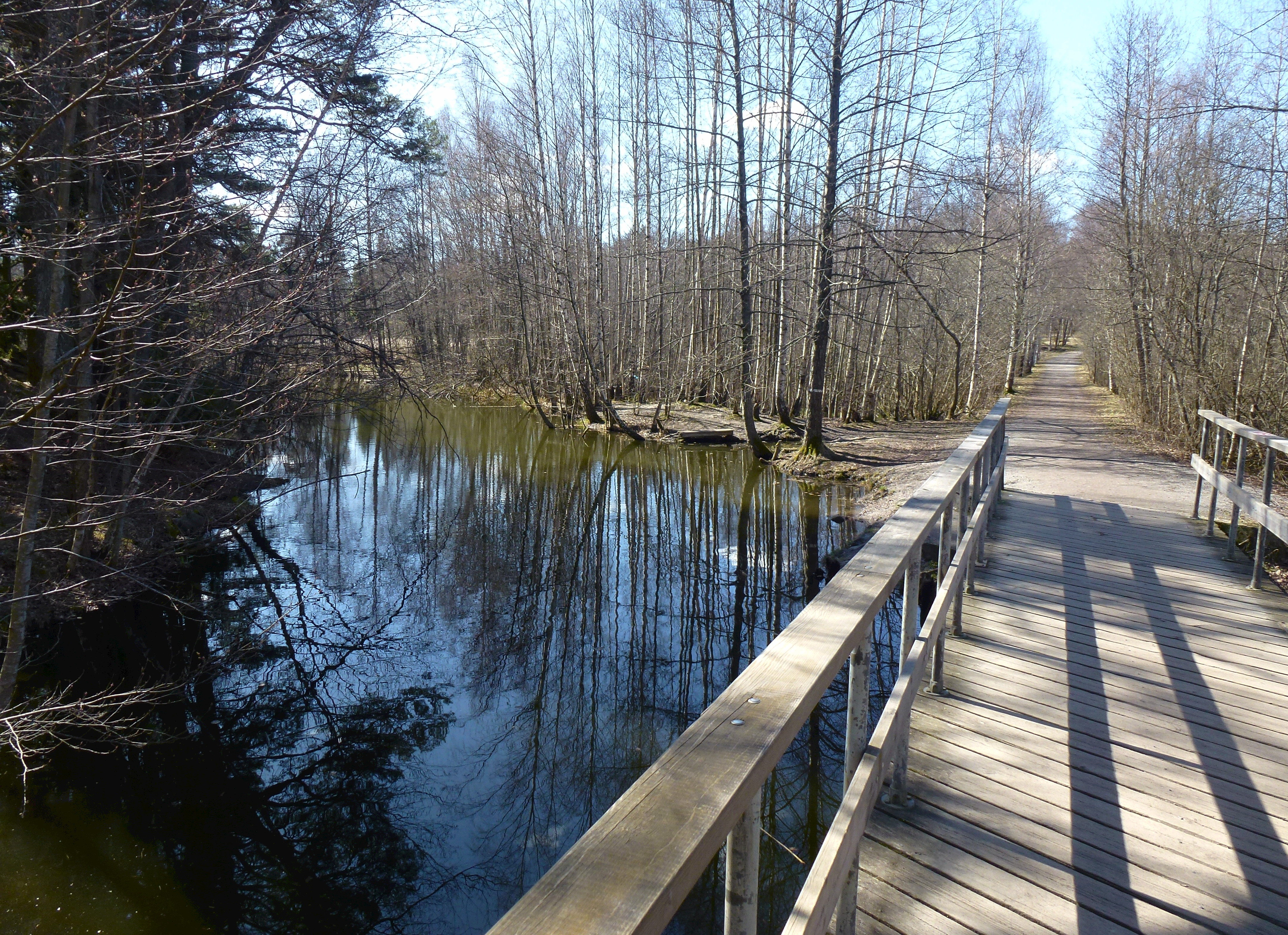
Ältaån vid Brotorp, april 2014.

Ältaån är ett vattendrag i södra Nacka kommun, strax öster om Skarpnäcks gård, som avvattnar Ältasjön till Söderbysjön.
Ån som är förhållandevis kort (ca 2 km) korsas ungefär mitt i vid det gamla torpet Brotorp av den gamla vägen till Älta.  Två andra mindre broar korsar också Ältaån: en vid åns norra ände, nära utloppet vid Söderbysjön, där Sörmlandsleden korsar ån, samt en andra, vid åns södra ände, nära inloppet från Ältasjön, där en gångstig korsar ån och därefter fortsätter på en ca 300 meter lång spång genom vassområden vid Ältasjöns västra strand.
Långfärdsskridskoåkare och kanotister kallar gärna Ältaån för Brotorpskanalen , men egentligen avser det namnet bara den del av Ältaån som ligger söder om Brotorp, eftersom den delen upprepade gånger har muddrats för att förbättra vattentillförseln. Ända fram till 1900-talets början gick Söderbysjön ända fram till torpet Brotorp, och Ältaån var då avsevärt kortare än idag.
På 1960- och 1970-talen planerades en trafikled, Skarpnäcksleden, alldeles intill södra halvan av Ältaån. Trafikleden skulle ha gått från östligaste Bagarmossen rakt söderut och sedan anslutit till Tyresöleden.  Men leden byggdes aldrig, och idag ingår området omkring Ältaån i Nackareservatet.

## Bilder

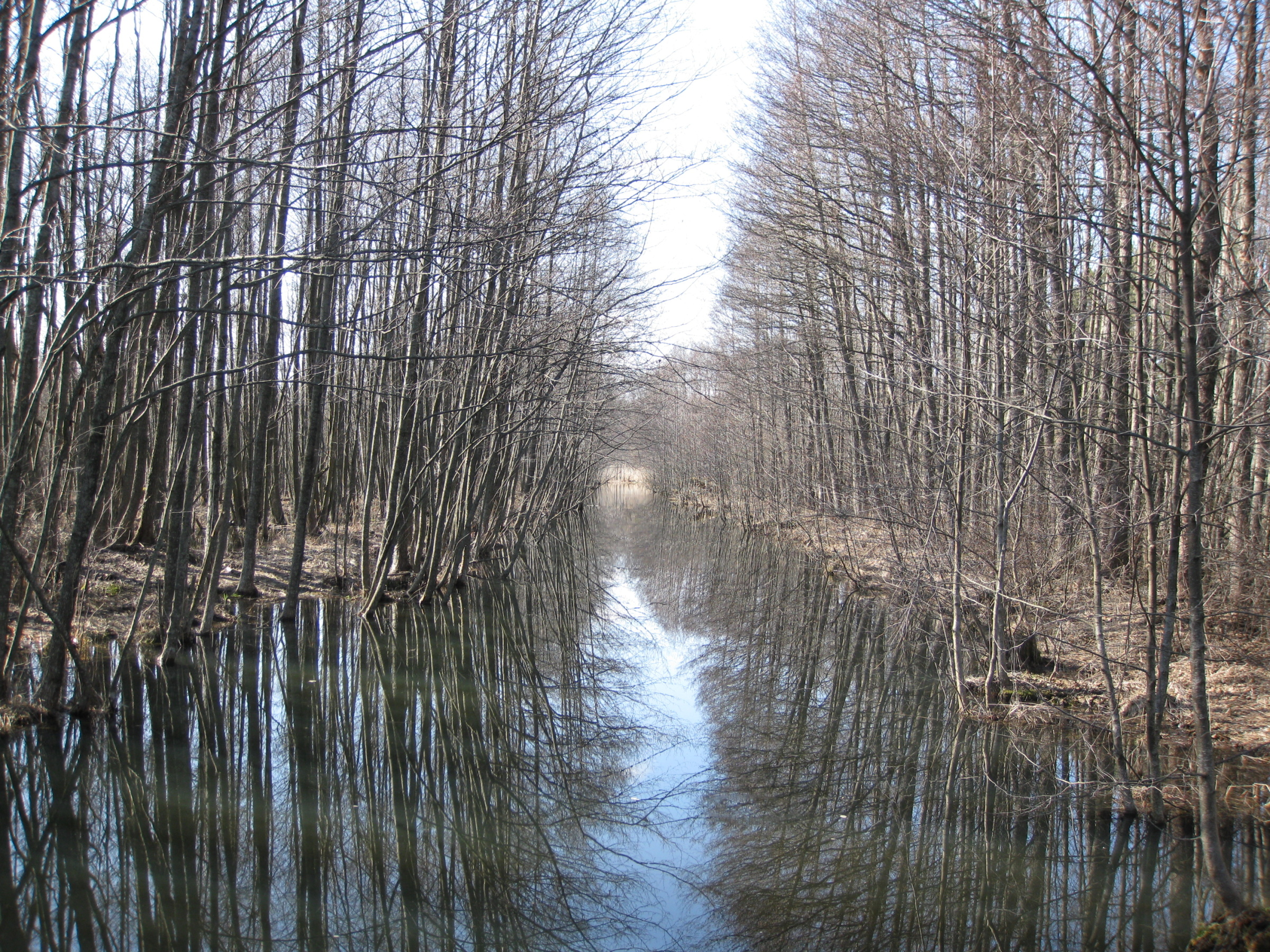
Ältaåns sträckning mot Skarpnäck
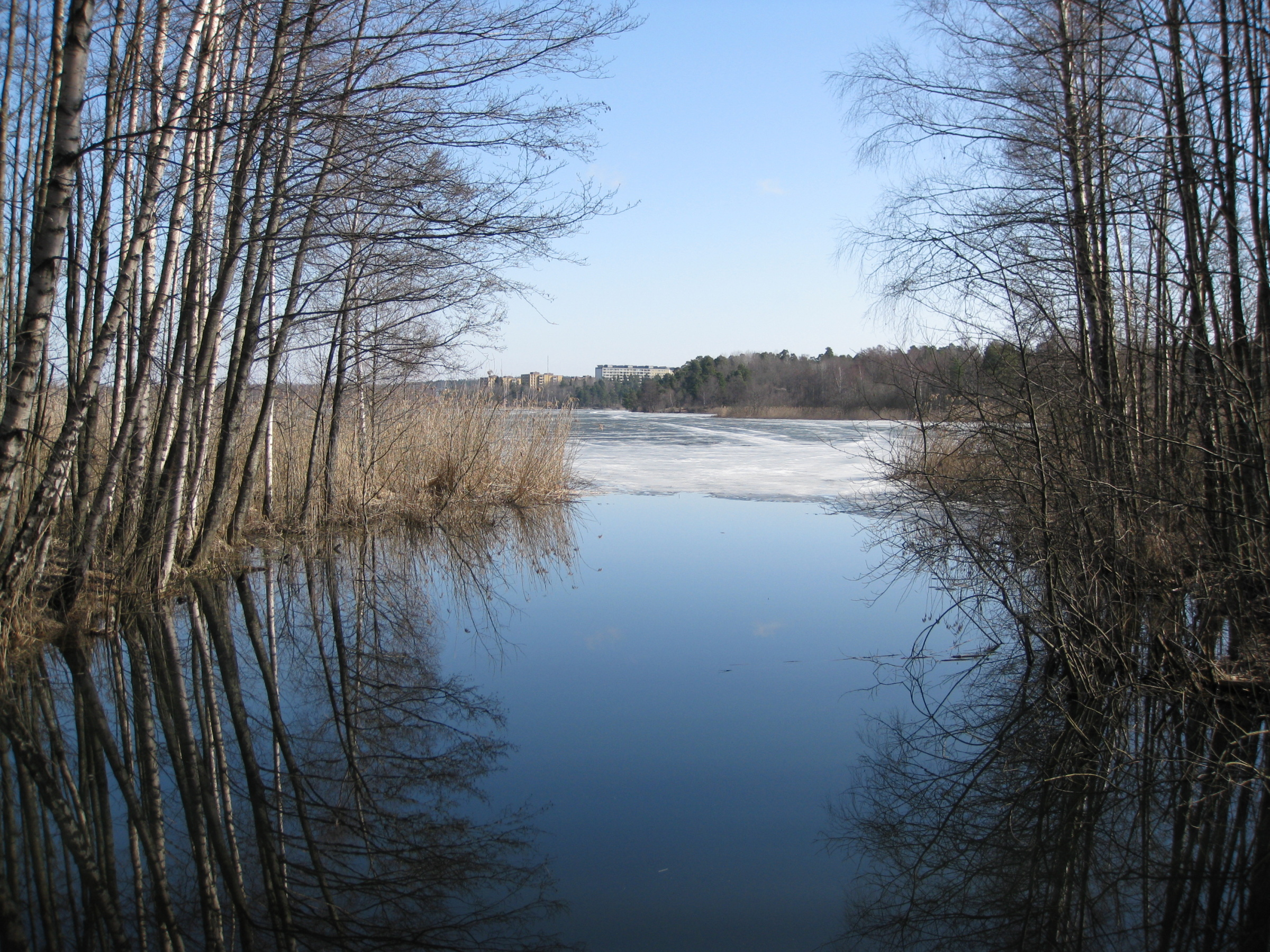
Ältaåns inlopp från Ältasjön
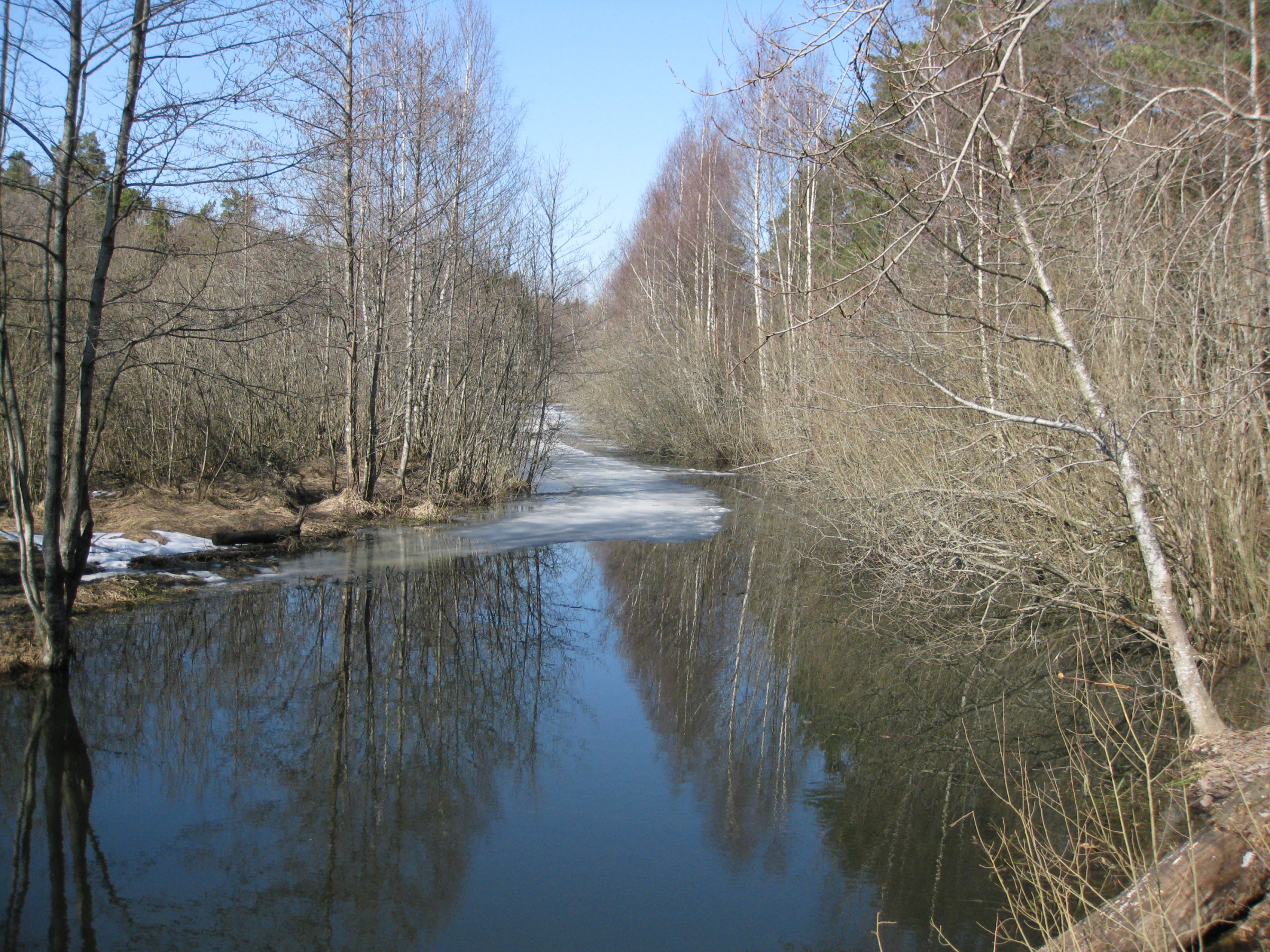
Ältaån vid Brotorp
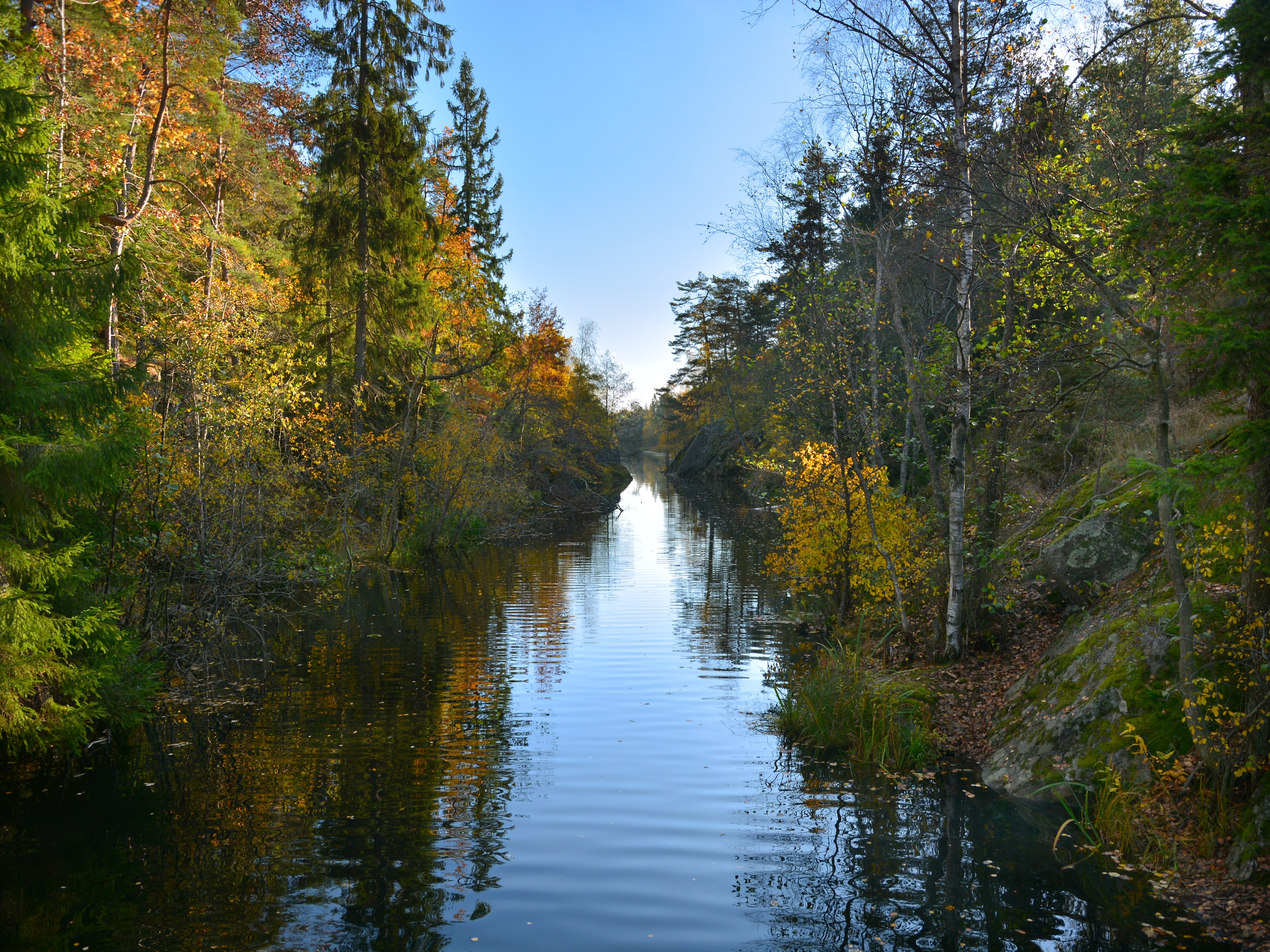
Ältaån vid Söderbysjön